# Tomentum
Tomentum bezeichnet in der Mykologie die haarig-filzige Bekleidung steriler Oberflächen, besonders die Hutflächen von Ständerpilzen. Der Begriff ist abgeleitet von lateinisch tomentum – Polster oder Polsterung.